# Chlorophytum rubribracteatum
Chlorophytum rubribracteatum är en sparrisväxtart som först beskrevs av De Wild., och fick sitt nu gällande namn av Shakkie Kativu. Chlorophytum rubribracteatum ingår i släktet ampelliljor, och familjen sparrisväxter. Inga underarter finns listade i Catalogue of Life.